# Thebes
Thebes is een plaats (village) in de Amerikaanse staat Illinois, en valt bestuurlijk gezien onder Alexander County.

## Demografie
Bij de volkstelling in 2000 werd het aantal inwoners vastgesteld op 478. In 2006 is het aantal inwoners door het United States Census Bureau geschat op 420, een daling van 58 (-12,1%).

## Geografie
Volgens het United States Census Bureau beslaat de plaats een oppervlakte van 6,0 km², waarvan 4,7 km² land en 1,3 km² water. Thebes ligt op ongeveer 107 m boven zeeniveau.

## Plaatsen in de nabije omgeving
De onderstaande figuur toont nabijgelegen plaatsen in een straal van 16 km rond Thebes.